# Stazione di Capo d'Orlando-Naso
La stazione di Capo d'Orlando-Naso è lo scalo ferroviario di RFI della linea Palermo-Messina a servizio dei centri di Capo d'Orlando e Naso, comuni italiani della città metropolitana di Messina.

## Storia
La stazione di Capo d'Orlando entrò in servizio il 20 novembre 1893, unitamente al tronco Patti - Naso-Capo d'Orlando, della linea Messina-Palermo, dato che la costruzione della ferrovia costiera tirrenica venne eseguita con notevole lentezza e in ritardo rispetto alle altre linee principali della Sicilia.
Nel 1890 infatti era in funzione la tratta Messina-Barcellona e solo alla fine del 1893 si arrivava fino a Capo d'Orlando.
Passarono ancora due anni per l'attivazione della tratta di 49 km tra Capo d'Orlando e Tusa; il 16 giugno del 1895 venne infine stabilito l'esercizio della intera linea tra Messina e Palermo, con trazione a vapore, come peraltro era avvenuto sul resto della rete siciliana.
Lo scalo merci è stato soppresso, come avvenne in tantissime altre stazioni a causa dei mutati orientamenti delle Ferrovie dello Stato a partire dagli anni ottanta.

## Strutture e impianti
La stazione è situata all'interno del tessuto urbano. Il piano del ferro della stazione si compone di tre binari passanti di cui due per servizio viaggiatori.
Esiste ancora fisicamente il quarto binario tronco lato Messina oramai disattivato. Non ha sottopassaggi e la pensilina è soltanto sul primo binario connessa al fabbricato di stazione a due elevazioni e di forma squadrata.
Lo scalo era composto dal magazzino merci 2 piani di carico/scarico di cui uno provvisto di tettoia e 5 binari tronchi tutti elettrificati e collegati alla linea mediante gli scambi lato Messina.
La forte attività dello scalo a quei tempi, portò diverse compagnie di spedizione ad istituire all'interno dello stesso, dei propri uffici.
Oggi di tutto ciò rimane solo il magazzino merci ed un tronchino ad esso adiacente.
Sono stati demoliti i piccoli immobili adibiti ad uffici spedizione il pianale di carico/scarico più grande e la relativa tettoia.
I binari sono stati ricoperti dall'asfalto ed il tutto è stato trasformato in un grande parcheggio, integrato direttamente con il tessuto urbano della cittadina.
Il 26 giugno 2014 è stato disattivato il terzo binario di circolazione, non atto al servizio passeggeri nell'ambito dei progetti infrastrutturali di RFI tendenti alla configurazione della cosiddetta "rete snella".
Dal 5 Maggio 2019 la stazione risulta rinnovata, con l'attivazione del sottopasso pedonale ed i nuovi marciapiedi ad altezza h55.
Di notevole importanza la presenza di ascensori , tabelle di orientamento e percorsi tattici per persone diversamente abili.
Rinnovato anche il piano del ferro con nuovi deviatoi percorribili a 60 km/h e 2 tronchini di sicurezza posti agli estremi del secondo binario.

## Movimento
La stazione svolge essenzialmente servizio viaggiatori. In essa fermano tutti i treni regionali e regionali veloci della linea Messina-Palermo, gli Intercity Palermo Centrale-Roma Termini e viceversa e gli Intercity Notte con destinazione Milano Centrale e Roma Termini.

## Servizi
- Biglietteria automatica
- Sala d'attesa
- Servizi igienici
- Bar
- Annuncio sonoro treni in arrivo, in partenza e in transito
- Sottopassaggio pedonale
- Ascensori
- Accessibilità per portatori di handicap
- Ufficio informazioni turistiche

## Interscambi
- Fermata autobus
- Stazione taxi
- Parcheggi di superficie